# Campeonato Peruano de Fútbol de 1916
El Campeonato Peruano de Fútbol de 1916, denominado como «V Campeonato de la Liga Peruana de Football 1916», fue la 5.ª edición de la Primera División del Perú y la 5.ª edición realizada por la ADFP. El campeón del torneo fue el Sport José Gálvez por segunda vez consecutiva y el primer bicampeón nacional.
Se desarrolló entre el 21 de mayo al 9 de octubre de 1916, con la participación de ocho clubes de Lima y Callao bajo el sistema de todos contra todos en dos ruedas.
El Sport Juan Bielovucic ascendió de la 2.ª División de 1915 y el Jorge Chávez N°1 se reincorporo a la máxima división. 
La organización estuvo a cargo de la Liga Peruana de Foot Ball (LPFB), que es base de la Liga Distrital de Futbol de Lima - Cercado y de la Asociación Deportiva de Fútbol Profesional (ADFP).
No hubo descenso de categoría para este año; en cambio se promovieron varios equipos del torneo de la Segunda División de 1916.

## Ascensos y descensos
| Club                  | Ascendido como              |
| --------------------- | --------------------------- |
| Sport Juan Bielovucic | 1º en Segunda División 1915 |
| Sport Tacna Nº 1      | Segunda División 1915       |

| Club              | Descendido como                 |
| ----------------- | ------------------------------- |
| Sporting Fry      | 7º en Primera División 1915     |
| Lima Cricket      | Retiro en Primera División 1915 |
| Atlético Grau N°1 | Retiro en Primera División 1915 |

## Equipos participantes
| Club                  | Ciudad            | Fundación |
| --------------------- | ----------------- | --------- |
| Atlético Peruano      | Rímac, Lima       | 1910      |
| Jorge Chávez N°1 (*)  | Cercado, Lima     | 1910      |
| Sportivo Jorge Chávez | Callao, Callao    | 1913      |
| Sport Juan Bielovucic | Cercado, Lima     | 1911      |
| Sport Alianza         | La Victoria, Lima | 1901      |
| Sport Inca            | Rímac, Lima       | 1908      |
| Sport José Gálvez     | La Victoria, Lima | 1907      |
| Sport Tacna Nº 1      | Cercado, Lima     |           |
| Unión Miraflores      | Miraflores, Lima  | 1911      |

(*) Jorge Chávez N°1 solicitó licencia para la temporada de 1915 y retornó su participación en el campeonato de 1916.

## Tabla de posiciones
El primer puesto de la tabla fue para el Club Sport José Gálvez, el segundo lugar fue para el Jorge Chávez N°1 y el tercer puesto para Sport Alianza, solo existe archivo o registro de puntos.
| Pos. | Equipo                | Pts. |
| ---- | --------------------- | ---- |
| 1º   | Sport José Gálvez     | 21   |
| 2º   | Jorge Chávez N°1      | 16   |
| 3º   | Sport Alianza         | 14   |
| 4º   | Unión Miraflores      | 12   |
| 5º   | Sport Juan Bielovucic | 11   |
| 6º   | Atlético Peruano      | 10   |
| 7º   | Sport Inca            | 9    |
| 8º   | Sportivo Jorge Chávez | 6    |
| 9º   | Sport Tacna Nº 1      | 1    |

|  |         |
|  | Campeón |

|                             |
| Bicampeón Nacional          |
| Sport José Gálvez 2° título |
|                             |

## Equipos promovidos
- Unión Perú - Asciende a la 1.ª Division de 1917
- Sportivo Tarapacá - Asciende a la 1.ª Division de 1917
- Alianza Chorrillos -Asciende a la 1.ª Division de 1917
- Fraternal Barranco. - Asciende a la 1.ª Division de 1917
- Escuela de Artes y Oficios  - Asciende a la 1.ª Division de 1917

## Enlaces
- Espectáculo y autogobierno del fútbol, capítulo 4 de La difusión del fútbol en Lima, tesis de Gerardo Álvares Escalona, Biblioteca de la Universidad Nacional Mayor de San Marcos
- Tesis Difusión del Fútbol en Lima
- De Chalaca:El génesis
- retrofutbolas:Campeones y subcampeones del Fútbol Peruano